# Prêmio Guarani de Cinema Brasileiro 2022
O Prêmio Guarani de Cinema Brasileiro de 2022 é a vigésima sétima edição do Prêmio Guarani, organizada pela Academia Guarani de Cinema. Os cinco finalistas das 24 categorias da avaliação passaram por uma criteriosa avaliação de críticos de cinema de todas as regiões do Brasil. Ao todo, um total de 45 filmes receberam indicações ao prêmio. Os indicados compreendem a títulos lançados comercialmente entre 1 de janeiro e 31 de dezembro de 2021 no Brasil.
O homenageado da edição foi o ator Lima Duarte.

## Vencedores e indicados
Os nomeados para a 27ª edição foram anunciados na página oficial do Papo de Cinema em 6 de dezembro de 2022. Os vencedores foram anunciados pelo Instagram oficial do Papo de Cinema em 20 de dezembro de 2022. Os vencedores estão em negrito na tabela abaixo.
| Melhor Filme | Melhor Direção |
| --- | --- |
| - Cabeça de Nêgo – Patrícia Baía - Bob Cuspe: Nós Não Gostamos de Gente – Anália Tahara e Cesar Cabral - Deserto Particular – Antonio Gonçalves Junior - Marighella – Andrea Barata Ribeiro, Bel Berlinck, Fernando Meirelles e Wagner Moura - Vento Seco – Aline Mazzarella, Lidiana Reis e Matheus Peçanha                                                                             | - Aly Muritiba – Deserto Particular - Daniel Nolasco – Vento Seco - Déo Cardoso – Cabeça de Nêgo - Madiano Marchetti – Madalena - Wagner Moura – Marighella |
| Melhor Atriz | Melhor Ator |
| - Isabél Zuaa – Um Animal Amarelo como Catarina - Débora Falabella – Depois a Louca Sou Eu como Daniela "Dani" - Dira Paes – Veneza como Rita - Giulia Benite – Turma da Mônica: Lições como Mônica - Thalita Carauta – 4×100: Correndo por um Sonho como Adriana "Dri" Santos | - Seu Jorge – Marighella como Carlos Marighella - Antonio Saboia – Deserto Particular como Daniel Moreira - Chico Díaz – Homem Onça como Pedro - Christian Malheiros – 7 Prisioneiros como Mateus - Irandhir Santos – Piedade como Omar Sharif |
| Melhor Atriz Coadjuvante | Melhor Ator Coadjuvante |
| - Jéssica Ellen – Cabeça de Nêgo como Professora Elaine - Adriana Esteves – Marighella como Clara Charf - Fernanda Montenegro – Piedade como Carminha - Gilda Nomacce – Meu Nome É Bagdá como Gladys - Zezita de Matos – Deserto Particular como Tereza | - Thomás Aquino – Deserto Particular como Fernando - André Ramiro – O Novelo como Orlando Caldeira - Bruno Gagliasso – Marighella como Lúcio - Cauã Reymond – Piedade como Sandro - Rodrigo Santoro – 7 Prisioneiros como Luca |
| Melhor Roteiro Original | Melhor Roteiro Adaptado |
| - Cabeça de Nêgo – Déo Cardoso - 7 Prisioneiros – Thayná Mantesso e Alexandre Moratto - A Nuvem Rosa – Iuli Gerbase - Deserto Particular – Aly Muritiba e Henrique dos Santos - Vento Seco – Daniel Nolasco | - Marighella – Felipe Braga e Wagner Moura, baseado no livro Marighella: O Guerrilheiro que Incendiou o Mundo, de Mário Magalhães - Bob Cuspe: Nós Não Gostamos de Gente – Cesar Cabral e Leandro Maciel, livremente inspirado na obra de Angeli - Depois a Louca Sou Eu – Gustavo Lipsztein, baseado no livro Depois a Louca sou Eu, de Tati Bernardi - O Novelo – Nanna de Castro, baseado no texto O Novelo, de Nanna de Castro - Turma da Mônica: Lições – Mariana Zatz e Thiago Dottori, baseado nos personagens de Maurício de Sousa e na graphic novel Lições, de Lu Cafaggi e Vitor Cafaggi |
| Melhor Longa-Metragem Documentário | Melhor Curta-Metragem Documentário |
| - A Última Floresta – Luiz Bolognesi - Alvorada – Anna Muylaert e Lô Politi - Cavalo – Rafhael Barbosa e Werner Salles - Cine Marrocos – Ricardo Calil - Vil, Má – Gustavo Vinagre | - A Fome de Lázaro – Diego Benevides - Mãe Solo – Camila de Moraes - Noites de Seresta – Savio Fernandes e Muniz Filho - Trópico de Capricórnio – Juliana Antunes - Yaokwa: Imagem e Memória – Rita Carelli e Vincent Carelli |
| Melhor Curta-Metragem Ficção | Melhor Animação |
| - Sideral – Carlos Segundo - A Beleza de Rose – Natal Portela - A Máquina Infernal – Francis Vogner dos Reis - Chão de Fábrica – Nina Kopko - Uma paciência selvagem me trouxe até aqui – Érica Sarmet | - Bob Cuspe: Nós Não Gostamos de Gente – Cesar Cabral - Aurora: A Rua que Queria ser Rio – Radhi Meron - Napo – Gustavo Ribeiro - O Pergaminho Vermelho – Nelson Botter Jr. - Stone Heart – Humberto Rodrigues |
| Melhor Direção de Fotografia | Melhor Direção de Arte |
| - Vento Seco – Larry Machado - A Nuvem Rosa – Bruno Polidoro - Deserto Particular – Luis Armando Arteaga - King Kong en Asunción – Camilo Soares - Marighella – Adrian Teijido | - Turma da Mônica: Lições – Mariana Falvo - 7 Prisioneiros – William Valduga - Deserto Particular – Fabíola Bonofiglio e Marcos Pedroso - Marighella – Frederico Pinto - Um Animal Amarelo – Dina Salem Levy |
| Melhor Figurino | Melhor Maquiagem |
| - Turma da Mônica: Lições – Fernanda Marques e Manuela Mello - Deserto Particular – Isbella Brasileiro - Doutor Gama – Ro Nascimento - Marighella – Verônica Julian - Um Animal Amarelo – Ana Carolina Lopes | - O Cemitério das Almas Perdidas – Carolina Costalonga, Fabrício Lourenço, Luana Zinn, Raquel Faber e Rodrigo Aragão - 7 Prisioneiros – Martin Macias Trujillo - Deserto Particular – Britney Federline - Marighella – Martin Macias Trujillo - Um Animal Amarelo – Mari Figueiredo |
| Melhor Montagem | Melhor Efeito Visual |
| - Cabeça de Nêgo – Guto Parente - 7 Prisioneiros – Germano de Oliveira - Bob Cuspe: Nós Não Gostamos de Gente – Eva Randolph - Deserto Particular – Patrícia Saramago - Marighella – Lucas Gonzaga | - O Cemitério das Almas Perdidas – Joel Caetano - A Nuvem Rosa – Claire Cuinier - Marighella – Saulo Silva - Turma da Mônica: Lições – Marco Prado - Um Animal Amarelo – Antonio Baines |
| Melhor Som | Melhor Trilha Sonora |
| - Marighella – Alessandro Laroca, Eduardo Virmond Lima, George Saldanha e Renan Deodato - Raia 4 – Marcos Lopes e Tiago Bello - 7 Prisioneiros – Lia Camargo, Miriam Biderman e Tom Myers - Deserto Particular – Daniel Turini, Fernando Henna, Henrique Chiurciu, Marcos Manna e Vitor Moraes - Turma da Mônica: Lições – Jorge Rezende, Miriam Biderman, Ricardo Reis e Toco Cerqueira | - Bob Cuspe: Nós Não Gostamos de Gente – André Abujamra e Márcio Nigro - 7 Prisioneiros – Felipe Puperi, Rita Zart e Tiago Abrahao - Deserto Particular – Felipe Ayres - Marighella – Antonio Pinto - Turma da Mônica: Lições – Fabio Goes |
| Melhor Revelação Feminina | Melhor Revelação Masculina |
| - Thiessa Woinbackk – Valentina como Vanessa Rodrigues de Carvalho - Grace Orsato – Meu Nome É Bagdá como Bagdá - Karina Buhr – Meu Nome É Bagdá como Micheline - Nicoly Mota – Cabeça de Nêgo como Clarice - Renata Carvalho – Vento Seco como Paula | - Pedro Fasanaro – Deserto Particular como Robson/Sara - Allan Jacinto Santana – Vento Seco como Ricardo - Leandro Faria Lelo – Vento Seco como Sandro - Lucas Limeira – Cabeça de Nêgo como Saulo - Vitor Julian – 7 Prisioneiros como Ezequiel |
| Melhor Elenco | Melhor Filme Estrangeiro |
| - Cabeça de Nêgo – Nataly Rocha e Monica Mendes - 7 Prisioneiros – Patrícia Faria - Cabeça de Nêgo – Marcia Godinho - Marighella – Paula Chiaverini e Paulo J. Maia - Turma da Mônica: Lições – Luciano Baldan | - Ataque dos Cães – Jane Campion (Estados Unidos) - Druk: Mais Uma Rodada – Thomas Vinterberg (Dinamarca) - Meu Pai – Florian Zeller (Inglaterra) - Quo Vadis, Aida? – Jasmila Zbanic (Bósnia e Herzegovina) - Undine – Christian Petzold (Alemanha) |